# Medavia
Medavia (Mediterranean Aviation Co. Ltd) je malteški avio prijevoznik sa sjedištem u Luqi dok malteški nacionalni prijevoznik Air Malta ima u njoj 25% udjela. Medavia je osnovana i registrirana 1978. a s radom je započela u rujnu 1979.
Tvrtka se bavi čarterskim i VIP prijevozom kao i dugoročnim najmom zrakoplova za područje sjeverne Afrike. Hub tvrtke je međunarodna zračna luka Malta te su joj glavne linije Tripoli i letovi na brojne lokacije u libijskoj pustinji (područje naftovoda).

## Odredišta
| \| Grad \| Zemlja \| IATA \| ICAO \| Zračna luka \| Napomena \| \| EUROPA \| EUROPA \| EUROPA \| EUROPA \| EUROPA \| EUROPA \| \| ------- \| ------ \| ------ \| ------ \| ------------------- \| -------- \| \| Luqa \| Malta \| MLA \| LMML \| Zračna luka Malta \| Hub \| \| AFRIKA \| \| \| \| \| \| \| Tripoli \| Libija \| TIP \| HLLT \| Zračna luka Tripoli \| \| |        |      |      |                     |          |
| Grad | Zemlja | IATA | ICAO | Zračna luka         | Napomena |
| EUROPA |        |      |      |                     |          |
| Luqa | Malta  | MLA  | LMML | Zračna luka Malta   | Hub      |
| AFRIKA |        |      |      |                     |          |
| Tripoli | Libija | TIP  | HLLT | Zračna luka Tripoli |          |

## Vanjske poveznice
- Službene web stranice  Arhivirana inačica izvorne stranice od 9. siječnja 2015. (Wayback Machine)